# Snelliussches Brechungsgesetz

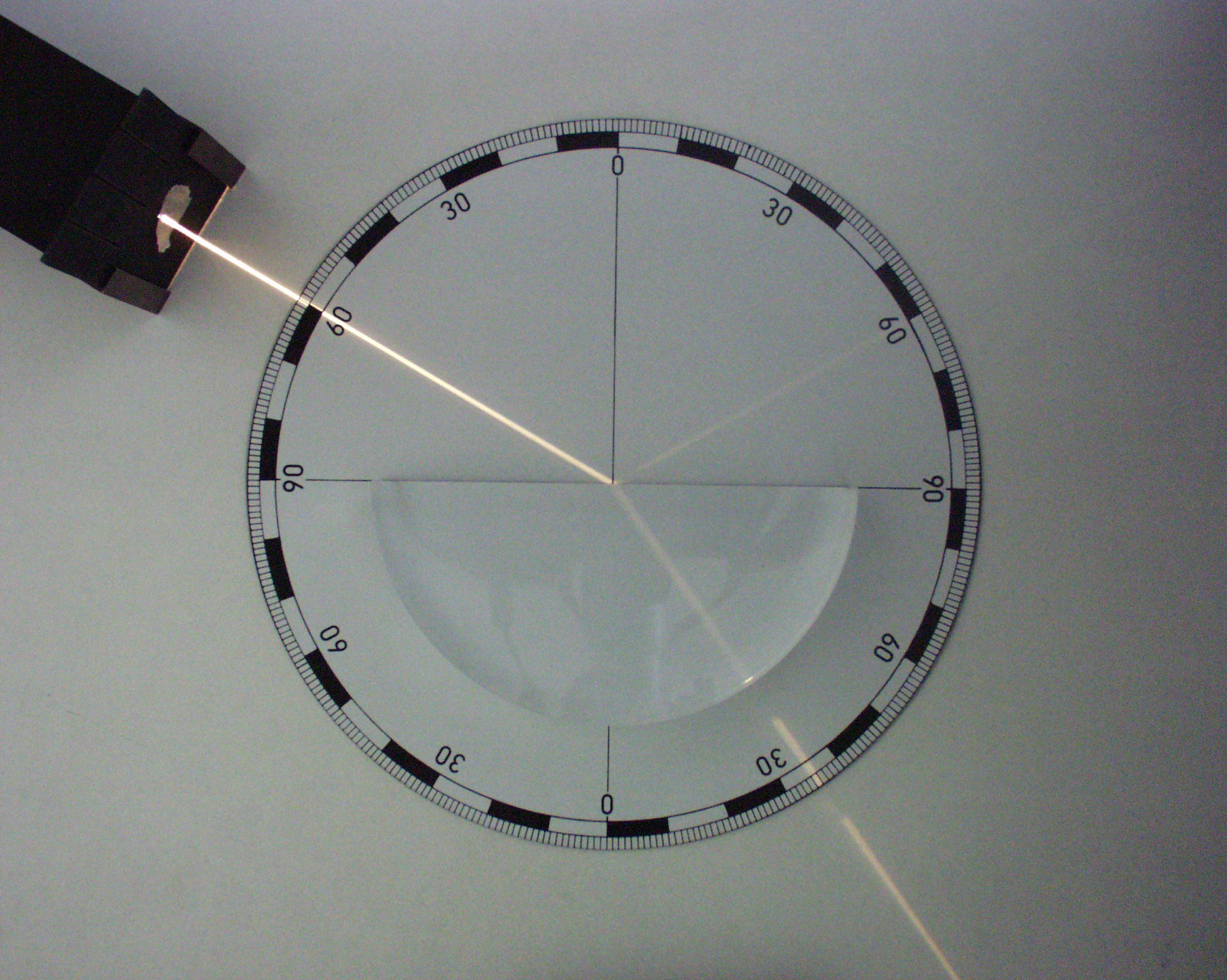
Brechung und Reflexion eines Lichtstrahls beim Eintritt in Glas. Der nach rechts oben reflektierte Strahl hat den gleichen Winkel zum Lot auf die Oberfläche wie der von links oben einfallende Strahl (jeweils 60°). Der Winkel des ins Glas eindringenden Strahls (Brechungswinkel) beträgt bei diesem Versuch 35°. Das Glas hat einen größeren Brechungsindex als Luft.

Das Brechungsgesetz, auch snelliussches Brechungsgesetz, snelliussches Gesetz oder Snellius-Gesetz beschreibt die Richtungsänderung der Ausbreitungsrichtung einer ebenen Welle beim Übergang in ein anderes Medium. Ursache der Brechung genannten Richtungsänderung ist die Änderung der materialabhängigen Phasengeschwindigkeit, die als Brechungsindex in das  Brechungsgesetz eingeht. Das bekannteste Phänomen, welches durch das Brechungsgesetz beschrieben wird, ist die Richtungsablenkung eines Lichtstrahls beim Durchgang einer Mediengrenze. Das Gesetz ist aber nicht auf optische Phänomene begrenzt, sondern gültig für beliebige Wellen, insbesondere auch Ultraschallwellen.
Das Brechungsgesetz ist nach dem niederländischen Astronomen und Mathematiker Willebrord van Roijen Snell benannt, in einigen Sprachen nach der latinisierten Form „Snellius“, der es 1621 zwar nicht als Erster fand, aber als Erster veröffentlichte.

## Das Gesetz

Winkelabhängigkeit bei der Brechung für die Medien Luft, Wasser und Glas. Bis zu Winkeln von etwa 50° ist Proportionalität eine gute Näherung.

Die Richtung des einfallenden Strahls und das Lot auf die Grenzfläche bestimmen die Einfallsebene. In dieser Ebene liegen auch der gebrochene und der reflektierte Strahl. Die Winkel werden zum Lot hin gemessen. Das Brechungsgesetz ist folgende Beziehung zwischen dem Einfallswinkel {\displaystyle \delta _{1}} und dem Winkel {\displaystyle \delta _{2}} des gebrochenen Strahls:
{\displaystyle n_{1}\sin \delta _{1}=n_{2}\sin \delta _{2}}.
Darin sind {\displaystyle n_{1}} und {\displaystyle n_{2}} die Brechungsindizes der jeweiligen Medien. Luft hat einen Brechungsindex, der sehr nahe an {\displaystyle n=1} liegt. Beim Übergang von Luft zu Glas kann daher das Brechungsgesetz genähert werden als:
{\displaystyle \sin \delta _{\mathrm {Luft} }=n_{\mathrm {Glas} }\sin \delta _{\mathrm {Glas} }}.

Eine ebene Welle, die sich über eine Grenzfläche fortpflanzt. Hinter der Grenzfläche hat das Medium einen höheren Brechungsindex und die Welle eine geringere Wellenlänge.

Der Brechungsindex eines optischen Mediums ist im Allgemeinen abhängig von der Wellenlänge. Diese Dispersion geht in das Brechungsgesetz ein. Unterschiedliche Wellenlängen werden unterschiedlich stark gebrochen. Dies wird bei Dispersionsprismen zur Auftrennung des Lichts nach Farben ausgenutzt. Auch die Aufspaltung der Farben des Regenbogens lässt sich mit dem Brechungsgesetz herleiten.
Das Brechungsgesetz gilt nur für schwach absorbierende Medien.

## Geschichte
Brechung wurde von Ptolemäus in seinem Werk „Optik“ beschrieben. Sein lineares Gesetz gilt aber nur für kleine Winkel. Korrekt angegeben wurde das Brechungsgesetz zum ersten Mal im 10. Jahrhundert von Ibn Sahl. Das Gesetz wurde 1601 durch Thomas Harriot und um 1621 durch Willebrord van Roijen Snell wiederentdeckt, aber nicht veröffentlicht. Während Harriots Entdeckung erst 350 Jahre später publik wurde, wurde Snellius' Beitrag 1632 durch Jacob Golius bekannt gemacht. Fast zur gleichen Zeit und vermutlich unabhängig von Snellius veröffentlichte René Descartes 1637 in seiner Dioptrique einen ähnlichen Zusammenhang. Seine Ableitung war allerdings falsch, da er von einer höheren Lichtgeschwindigkeit im optisch dichteren Medium ausging (korrekt leitete es erst Pierre de Fermat ab).

## Herleitung
Der Brechungsindex {\displaystyle n} eines Mediums gibt an, um wie viel dort die Phasengeschwindigkeit {\displaystyle c} und die Wellenlänge {\displaystyle \lambda } geringer bzw. kürzer sind als im Vakuum:
{\displaystyle n={\frac {c}{c_{\rm {Medium}}}}={\frac {\lambda }{\lambda _{\rm {Medium}}}}\,.}
Von einem Medium in ein anderes ändert sich die Wellenlänge um den Faktor {\displaystyle n_{1}/n_{2}}, beim rechts dargestellten Übergang in ein optisch dichteres Medium ({\displaystyle n_{2}>n_{1}}) wird die Welle also gestaucht. Diese Stauchung führt zur Ablenkung.

Schematische Darstellung zur Herleitung des Brechungsgesetzes

Im 2. Bild ist der gleiche Vorgang schematisch dargestellt. Zwischen zwei parallel verlaufenden Strahlen ist an zwei besonderen Stellen eine Wellenfront eingezeichnet: Die Wellenfront hat auf dem einen Strahl die Grenzfläche gerade erreicht (A) und muss auf dem anderen Strahl noch die Strecke L1 (= |BB'|) im Medium 1 zurücklegen, bis sie die Grenzfläche (bei B') berührt. Dazu benötigt der zweite Strahl im Medium 1 die Zeit {\displaystyle t}:
{\displaystyle t={\frac {L_{\mathrm {1} }}{c_{\mathrm {Medium,1} }}}=L_{\mathrm {1} }{\frac {n_{1}}{c}}\,.}
Analog dazu durchläuft in dieser Zeit der erste Strahl die Strecke L2 (= |AA'|) im Medium 2. Durch Umstellung und Gleichsetzung nach c ergibt sich, dass die Strecke {\displaystyle L_{2}} um obigen Stauchungsfaktor {\displaystyle n_{1}/n_{2}} kürzer ist als {\displaystyle L_{1}}.
Zwischen der Grenzfläche und den beiden Wellenfronten treten die gleichen Winkel {\displaystyle \delta _{1}} und {\displaystyle \delta _{2}} auf, wie zwischen dem Lot und den einfallenden bzw. gebrochenen Strahlen. Die Gegenkatheten dieser Winkel sind L1 bzw. L2, die in der Grenzfläche liegende Hypotenuse der Länge |AB'| haben sie gemeinsam. Folglich gilt
{\displaystyle \sin \delta _{1}={\frac {L_{1}}{|AB'|}}}
und
{\displaystyle \sin \delta _{2}={\frac {L_{2}}{|AB'|}}}.
Durch Umstellung und Gleichsetzung nach |AB'| ergibt sich daraus
{\displaystyle {\frac {\sin \delta _{1}}{\sin \delta _{2}}}={\frac {L_{1}}{L_{2}}}\,,}
bzw. mit der oben genannten Beziehung zwischen Brechungsindex und den Strecken {\displaystyle L_{1}} und {\displaystyle L_{2}}
{\displaystyle {\frac {\sin \delta _{1}}{\sin \delta _{2}}}={\frac {L_{1}}{L_{2}}}={\frac {n_{2}}{n_{1}}}\,,}
was zum Brechungsgesetz äquivalent ist.

## Reflexion und Brechung von ebenen Wellen an Grenzflächen

### Ausbreitung der ebenen elektromagnetischen Welle in einem Medium
Eine ebene elektromagnetische Welle mit der Frequenz {\displaystyle \omega }, der Ortsabhängigkeit {\displaystyle {\vec {r}}}, dem räumlich konstanten Wellenvektor {\displaystyle {\vec {k}}} und dem elektrischen Feldstärkevektor {\displaystyle {\vec {E}}}
{\displaystyle {\vec {E}}(t)={\vec {E}}{\text{e}}^{{\text{i}}({\vec {k}}\cdot {\vec {r}}-\omega t)}}
erfüllt die Maxwell-Gleichungen
{\displaystyle {\begin{aligned}{\vec {\nabla }}\times {\vec {H}}&=\varepsilon \,{\frac {\partial {\vec {E}}}{\partial t}}\\-{\vec {\nabla }}\times {\vec {E}}&=\mu \,{\frac {\partial {\vec {H}}}{\partial t}}\\\varepsilon \,{\vec {\nabla }}\cdot {\vec {E}}&=0\\\mu \,{\vec {\nabla }}\cdot {\vec {H}}&=0\end{aligned}}}
ohne freie Ladungen und Ströme in einem nichtleitenden isotropen Medium mit räumlich konstanter magnetischer Permeabilität {\displaystyle \mu \,=\mu _{0}\mu _{\mathrm {r} }} und elektrischer Permittivität {\displaystyle \varepsilon \,=\varepsilon _{0}\varepsilon _{\mathrm {r} }}. Dabei beträgt die magnetische Feldkonstante {\displaystyle \mu _{0}={\text{1,257}}\cdot 10^{-6}\mathrm {NA} ^{-2}} und {\displaystyle \varepsilon _{0}={\text{8,854}}\cdot 10^{-12}\mathrm {As/\mathrm {(Vm} )} } ist  der Wert der elektrischen Feldkonstante. {\displaystyle \mu _{r}} heißt die Permeabilitätszahl und {\displaystyle \varepsilon _{r}} die Permittivitätszahl.
Die ebene Welle {\displaystyle {\vec {E}}\exp[{{\text{i}}({\vec {k}}\cdot {\vec {r}}-\omega t)}]} löst die Wellengleichung
| {\displaystyle \Delta {\vec {E}}-\mu \varepsilon {\frac {\partial ^{2}{\vec {E}}}{\partial t^{2}}}=0\qquad {\text{mit}}\qquad {\vec {k}}\cdot {\vec {k}}=\mu \varepsilon \,\omega ^{2}} |  | (1) |
| {\displaystyle \Delta {\vec {E}}-\mu \varepsilon {\frac {\partial ^{2}{\vec {E}}}{\partial t^{2}}}=0\qquad {\text{mit}}\qquad {\vec {k}}\cdot {\vec {k}}=\mu \varepsilon \,\omega ^{2}} |  | (1) |
Die Lichtgeschwindigkeit {\displaystyle c=299\,792\,458{\text{ m/s}}} von ebenen elektromagnetischen Wellen im Vakuum ist gemäß den Maxwell-Gleichungen der Kehrwert der Wurzel des Produkts der elektrischen Feldkonstanten {\displaystyle \varepsilon _{0}} und der magnetischen Feldkonstanten {\displaystyle \mu _{0}\colon }
{\displaystyle c={\frac {1}{\sqrt {\varepsilon _{0}\,\mu _{0}}}}}
Aus der Phasengeschwindigkeit {\displaystyle v_{\text{p}}}
{\displaystyle v_{\text{p}}={\frac {\omega }{k}}={\frac {1}{\sqrt {\mu \varepsilon }}}={\frac {c}{n}}\qquad \Rightarrow \qquad n=c\,{\sqrt {\mu \varepsilon }}={\sqrt {\frac {\mu \varepsilon }{\mu _{0}\varepsilon _{0}}}}={\sqrt {\mu _{r}\varepsilon _{r}}}}
folgt der Brechungsindex {\displaystyle n} des Mediums mittels der Wellengleichung {\displaystyle k={\sqrt {\mu \varepsilon }}\cdot \omega } nach Gleichung (1).
Die verschwindende Divergenz {\displaystyle {\vec {\nabla }}\cdot {\vec {E}}=0} fordert {\displaystyle {\vec {k}}\cdot {\vec {E}}=0} und erzwingt damit, dass das elektrische Feld {\displaystyle {\vec {E}}} senkrecht auf der Ausbreitungsrichtung steht, die durch den Wellenvektor {\displaystyle {\vec {k}}} gegeben ist. Das elektrische Feld {\displaystyle {\vec {E}}} kann somit in Komponenten parallel {\displaystyle {\vec {E}}_{\|}} und senkrecht {\displaystyle {\vec {E}}_{\bot }} zur Einfallsebene zerlegt werden.
Für das Betragsquadrat {\displaystyle {\vec {k}}\cdot {\vec {k}}} des Wellenvektors gilt gemäß der Wellengleichung (1) in einem Medium mit Brechungsindex {\displaystyle n}:
{\displaystyle {\vec {k}}\cdot {\vec {k}}=\mu \varepsilon \,\omega ^{2}\qquad {\text{oder}}\qquad k_{x}^{2}+k_{y}^{2}+k_{z}^{2}=n^{2}{\frac {\omega ^{2}}{c^{2}}}}

### Reflexion und Brechung an einer dielektrischen Grenzfläche
Ohne Einschränkung der Allgemeinheit sei die {\displaystyle yz}-Ebene die Grenzfläche. Im so gewählten Koordinatensystem zeigt die {\displaystyle x}-Richtung waagrecht nach rechts und die {\displaystyle y}-Richtung in der Grenzfläche nach oben. Die {\displaystyle z}-Richtung in der {\displaystyle yz}-Ebene steht senkrecht auf die Einfallsebene. Fällt eine ebene Welle mit dem elektrisches Feld
{\displaystyle {\vec {E}}_{e}(t)={\vec {E}}_{e}{\text{e}}^{{\text{i}}({\vec {k}}_{e}\cdot {\vec {r}}-\omega _{e}t)}}
der Frequenz {\displaystyle \omega _{e}} und dem Wellenvektor {\displaystyle {\vec {k}}_{e}=(k_{e,x},k_{e,y},0)=n_{1}{\textstyle {\frac {\omega _{e}}{c}}}(\cos \delta _{1},-\sin \delta _{1},0)} in Ausbreitungsrichtung auf die Grenzfläche zweier Medien unterschiedlicher konstanter Brechungsindizes {\displaystyle n_{1}} und {\displaystyle n_{2}}, so entsteht ein reflektiertes elektrisches Feld
{\displaystyle {\vec {E}}_{r}(t)={\vec {E}}_{r}{\text{e}}^{{\text{i}}({\vec {k}}_{r}\cdot {\vec {r}}-\omega _{r}t)}}
in Richtung {\displaystyle {\vec {k}}_{r}=(k_{r,x},k_{r,y},k_{r,z})} mit {\displaystyle {\vec {k}}_{r}\cdot {\vec {k}}_{r}=n_{1}^{2}{\textstyle {\frac {\omega _{r}^{2}}{c^{2}}}}} und ein eindringendes elektrisches Feld
{\displaystyle {\vec {E}}_{t}(t)={\vec {E}}_{t}{\text{e}}^{{\text{i}}({\vec {k}}_{t}\cdot {\vec {r}}-\omega _{t}t)}.}
in Richtung {\displaystyle {\vec {k}}_{t}=(k_{t,x},k_{t,y},k_{t,z})} mit {\displaystyle {\vec {k}}_{t}\cdot {\vec {k}}_{t}=n_{2}^{2}{\textstyle {\frac {\omega _{t}^{2}}{c^{2}}}}}.
Die {\displaystyle E_{y}}-Komponente des elektrischen Feldes muss stetig an der Grenzfläche bei {\displaystyle x=0} sein:
{\displaystyle E_{e,y}{\text{e}}^{{\text{i}}(k_{e,y}y-\omega _{e}t)}+E_{r,y}{\text{e}}^{{\text{i}}(k_{r,y}y+k_{r,z}z-\omega _{r}t)}=E_{t,y}{\text{e}}^{{\text{i}}(k_{t,y}y+k_{t,z}z-\omega _{t}t)}}
Aus der Zeitabhängigkeit folgt sofort:
{\displaystyle \omega _{e}=\omega _{r}=\omega _{t}=:\omega }
Der {\displaystyle z}-Term erzwingt
{\displaystyle k_{r,z}=k_{t,z}=0}
Damit bleibt bei einer ebenen Grenzfläche die reflektierte und die transmittierte Welle in der Einfallsebene. Die {\displaystyle y}-Komponente des Wellenvektors und damit der Ausbreitungsrichtung im Medium mit Brechungsindex {\displaystyle n_{1}} fordert mit
{\displaystyle k_{e,y}=k_{r,y}\quad {\text{bzw.}}\quad -n_{1}{\textstyle {\frac {\omega }{c}}}\sin \delta _{1}=-n_{1}{\textstyle {\frac {\omega }{c}}}\sin \delta _{r}\qquad \Rightarrow \qquad \delta _{r}=\delta _{1}}
einen gleichen Einfalls- und Ausfallswinkel. Die Gleichheit der {\displaystyle y}-Komponente der Ausbreitungsrichtung der einfallenden Welle im Medium mit Brechungsindex {\displaystyle n_{1}} und der transmittierten Welle im Medium mit Brechungsindex {\displaystyle n_{2}} erzwingt
{\displaystyle k_{e,y}=k_{t,y}\quad {\text{bzw.}}\quad -n_{1}{\textstyle {\frac {\omega }{c}}}\sin \delta _{1}=-n_{2}{\textstyle {\frac {\omega }{c}}}\sin \delta _{2}\qquad \Rightarrow \qquad n_{1}\sin \delta _{1}=n_{2}\sin \delta _{2}}
Das ist das snelliussche Brechungsgesetz. Zusammenfassend gilt für die elektrischen Felder der ebenen elektromagnetischen Wellen an dielektrischen Grenzflächen:
| {\displaystyle {\begin{aligned}{\vec {E}}_{e}(t)&={\vec {E}}_{e}{\text{e}}^{{\text{i}}[n_{1}{\frac {\omega }{c}}(x\cos \delta _{1}-y\sin \delta _{1})-\omega t]}\\{\vec {E}}_{r}(t)&={\vec {E}}_{r}{\text{e}}^{{\text{i}}[n_{1}{\frac {\omega }{c}}(-x\cos \delta _{1}-y\sin \delta _{1})-\omega t]}\\{\vec {E}}_{t}(t)&={\vec {E}}_{t}{\text{e}}^{{\text{i}}[n_{2}{\frac {\omega }{c}}(x\cos \delta _{2}-y\sin \delta _{2})-\omega t]}\end{aligned}}} |  | (2) |
| {\displaystyle {\begin{aligned}{\vec {E}}_{e}(t)&={\vec {E}}_{e}{\text{e}}^{{\text{i}}[n_{1}{\frac {\omega }{c}}(x\cos \delta _{1}-y\sin \delta _{1})-\omega t]}\\{\vec {E}}_{r}(t)&={\vec {E}}_{r}{\text{e}}^{{\text{i}}[n_{1}{\frac {\omega }{c}}(-x\cos \delta _{1}-y\sin \delta _{1})-\omega t]}\\{\vec {E}}_{t}(t)&={\vec {E}}_{t}{\text{e}}^{{\text{i}}[n_{2}{\frac {\omega }{c}}(x\cos \delta _{2}-y\sin \delta _{2})-\omega t]}\end{aligned}}} |  | (2) |
Die Fresnelschen Formeln beschreiben quantitativ die Amplituden der elektrischen Felder {\displaystyle {\vec {E}}_{r}} der Reflexion und {\displaystyle {\vec {E}}_{t}} der Transmission in Abhängigkeit der Amplitude der auf die ebene Grenzfläche einfallenden, ebenen, elektromagnetischen Welle {\displaystyle {\vec {E}}_{e}}.

## Beziehung zum fermatschen Prinzip
Das Brechungsgesetz kann auch aus dem Fermatschen Prinzip gefolgert werden, das besagt, dass kleine Änderungen des Weges, den das Licht zwischen zwei Punkten P und Q nimmt, die optische Weglänge nicht ändern. Im Fall der Brechung wäre eine systematische Variation die Verschiebung des Knickpunktes innerhalb der Grenzfläche, etwa von A nach B' im vorstehenden Bild. Bei der Verschiebung, die so klein ist im Vergleich zur Entfernung zu den Punkten P und Q, dass sich dabei die Winkel nicht ändern, vergrößert sich der geometrische Weg im Medium 1 um  L1, während im Medium 2  L2 hinzukommt. Wegen der verschiedenen Phasengeschwindigkeit ändert sich insgesamt die Phase nicht.

## Totalreflexion
Für {\displaystyle n_{1}>n_{2}} und genügend große {\displaystyle \delta _{1}} ist
{\displaystyle \sin \delta _{2}={\frac {n_{1}}{n_{2}}}\sin \delta _{1}>1\qquad \Rightarrow \qquad \cos \delta _{2}={\sqrt {1-\sin ^{2}\delta _{2}}}={\text{i}}{\sqrt {\sin ^{2}\delta _{2}-1}}}
und damit durch kein (reelles) {\displaystyle \delta _{2}} erfüllbar. Die transmittierte Welle {\displaystyle {\vec {E}}_{t}(t)} schreibt sich mit dem imaginären Kosinus {\displaystyle \cos \delta _{2}={\text{i}}{\sqrt {\sin ^{2}\delta _{2}-1}}} nach Gleichung (2) mit dem snelliussche Brechungsgesetz {\displaystyle n_{2}\sin \delta _{2}=n_{1}\sin \delta _{1}} zu
| {\displaystyle {\vec {E}}_{t}(t)={\vec {E}}_{t}{\text{e}}^{{\text{i}}[n_{2}{\frac {\omega }{c}}(x\cos \delta _{2}-y\sin \delta _{2})-\omega t]}={\vec {E}}_{t}{\text{e}}^{-n_{2}{\frac {\omega }{c}}x{\sqrt {\sin ^{2}\delta _{2}-1}}}\cdot {\text{e}}^{-{\text{i}}(n_{2}{\frac {\omega }{c}}y\sin \delta _{2}+\omega t)}={\vec {E}}_{t}{\text{e}}^{-x/d}\cdot {\text{e}}^{-{\text{i}}(n_{1}{\frac {\omega }{c}}y\sin \delta _{1}+\omega t)}} |  | (3) |
| {\displaystyle {\vec {E}}_{t}(t)={\vec {E}}_{t}{\text{e}}^{{\text{i}}[n_{2}{\frac {\omega }{c}}(x\cos \delta _{2}-y\sin \delta _{2})-\omega t]}={\vec {E}}_{t}{\text{e}}^{-n_{2}{\frac {\omega }{c}}x{\sqrt {\sin ^{2}\delta _{2}-1}}}\cdot {\text{e}}^{-{\text{i}}(n_{2}{\frac {\omega }{c}}y\sin \delta _{2}+\omega t)}={\vec {E}}_{t}{\text{e}}^{-x/d}\cdot {\text{e}}^{-{\text{i}}(n_{1}{\frac {\omega }{c}}y\sin \delta _{1}+\omega t)}} |  | (3) |
Es tritt Totalreflexion auf. Der Term {\displaystyle {\text{e}}^{-{\text{i}}(n_{1}{\frac {\omega }{c}}y\sin \delta _{1}+\omega t)}} der transmittierten Welle zeigt, dass sich diese längs der Grenzfläche in negativer {\displaystyle y}-Richtung ausbreitet. Zusätzlich beschreibt der andere Term {\displaystyle {\text{e}}^{-x/d}} ein exponentielles Abklingen der transmittierten Welle in Richtung des optisch dünneren Mediums bei {\displaystyle x>0}.
Aus der Gleichung (3) liest man die Eindringtiefe {\displaystyle d} ab, die mittels Snellius-Gesetz {\displaystyle n_{2}\sin \delta _{2}=n_{1}\sin \delta _{1}} umgewandelt werden kann in:
| {\displaystyle d={\frac {c}{n_{2}\omega {\sqrt {\sin ^{2}\delta _{2}-1}}}}={\frac {c}{\omega {\sqrt {n_{1}^{2}\sin ^{2}\delta _{1}-n_{2}^{2}}}}}={\frac {c}{\omega n_{1}{\sqrt {\sin ^{2}\delta _{1}-\sin ^{2}\delta _{g}}}}}} |  | (4) |
| {\displaystyle d={\frac {c}{n_{2}\omega {\sqrt {\sin ^{2}\delta _{2}-1}}}}={\frac {c}{\omega {\sqrt {n_{1}^{2}\sin ^{2}\delta _{1}-n_{2}^{2}}}}}={\frac {c}{\omega n_{1}{\sqrt {\sin ^{2}\delta _{1}-\sin ^{2}\delta _{g}}}}}} |  | (4) |
mit dem Grenzwinkel der Totalreflexion {\displaystyle \delta _{g}}:
{\displaystyle \sin \delta _{g}={\frac {n_{2}}{n_{1}}}\,.}
Die Eindringtiefe {\displaystyle d\sim {\textstyle {\frac {c}{n_{1}\omega }}}\sim {\textstyle {\frac {\lambda }{n_{1}}}}} ist im Bereich einiger Wellenlängen {\displaystyle \lambda }, falls das einfallende elektrische Feld mit seiner Ausbreitungsrichtung nicht zu nahe an den Grenzwinkel der Totalreflexion herankommt.
Dringt ein schmales Bündel einer ebenen Welle unter dem kritischen Winkel {\displaystyle \sin \delta _{g}=n_{2}/n_{1}} der Totalreflexion in das optisch dünnere Medium ein, so erfährt der Lichtstrahl einen longitudinalen Versatz in der Einfallsebene. Nach dem Goos-Hänchen-Effekt wird die Welle nicht an der Grenzfläche reflektiert, sondern klingt an einer virtuellen dazu parallelen Ebene im optisch dünneren Medium {\displaystyle x>0} exponentiell ab.
Totalreflexion wird zum Beispiel in Umkehrprismen von Ferngläsern genutzt.

### Totalreflexion für Röntgenstrahlen
Für Röntgenstrahlung ist der Brechungsindex von Festkörpern oder Flüssigkeiten {\displaystyle n_{2}=1-\delta <1} mit {\displaystyle \delta \ll 1}. Damit ist es möglich, im streifenden Einfall ({\displaystyle \delta _{1}} gegen 90°) eine äußere Totalreflexion beim Übergang vom Vakuum mit {\displaystyle n_{1}=1>1-\delta =n_{2}} zu Materie (also von „optisch“ dichteren zum „optisch“ dünneren Medium) zu erreichen.
Somit kann für Röntgenstrahlung der Fall auftreten, dass für genügend hohe Winkel {\displaystyle \delta _{1}={\textstyle {\frac {1}{2}}}\pi -\psi } nahe 90° der Winkel {\displaystyle \delta _{2}} imaginär wird:
{\displaystyle {\begin{aligned}\sin \delta _{2}&={\frac {n_{1}}{n_{2}}}\sin \delta _{1}={\frac {1}{1-\delta }}\sin({\textstyle {\frac {1}{2}}}\pi -\psi )={\frac {1}{1-\delta }}\cos \psi \approx {\frac {1-\psi ^{2}/2}{1-\delta }}\approx (1-\psi ^{2}/2)(1+\delta )\approx 1+\delta -\psi ^{2}/2>1\quad {\text{für }}\psi <\psi _{g}={\sqrt {2\delta }}\\n_{2}\cos \delta _{2}&=n_{2}{\sqrt {1-\sin ^{2}\delta _{2}}}={\text{i}}\,n_{2}{\sqrt {\sin ^{2}\delta _{2}-1}}\approx {\text{i}}\,(1-\delta ){\sqrt {(1+\delta -\psi ^{2}/2)^{2}-1}}\approx {\text{i}}\,(1-\delta ){\sqrt {1+2\delta -\psi ^{2}-1}}\approx {\text{i}}\,{\sqrt {2\delta -\psi ^{2}}}\\n_{1}\sin \delta _{1}&=\sin({\textstyle {\frac {\pi }{2}}}-\psi )=\cos \psi \approx 1-\psi ^{2}/2+{\cal {O(\psi ^{4})}}\end{aligned}}}
Strahlt man also Röntgenlicht unter dem kleinen Winkel {\displaystyle \psi ={\text{90°}}-\delta _{1}} vom optisch dichteren Medium {\displaystyle n_{1}=1} gegen die Grenzfläche zum optisch dünneren Medium {\displaystyle n_{2}=1-\delta } streifend ein, so erhält man Totalreflexion für Einfallswinkel {\displaystyle \psi }, die geringer sind als der Grenzwinkel {\displaystyle \psi _{g}={\sqrt {2\delta }}} sind.
Die transmittierte Welle {\displaystyle {\vec {E}}_{t}(t)} wird nach Gleichung (3) oben:
{\displaystyle {\vec {E}}_{t}(t)={\vec {E}}_{t}{\text{e}}^{{\text{i}}[n_{2}{\frac {\omega }{c}}(x\cos \delta _{2}-y\sin \delta _{2})-\omega t]}={\vec {E}}_{t}{\text{e}}^{{\text{i}}n_{2}{\frac {\omega }{c}}x\cos \delta _{2}}\cdot {\text{e}}^{-{\text{i}}(n_{1}{\frac {\omega }{c}}y\sin \delta _{1}+\omega t)}\approx {\vec {E}}_{t}{\text{e}}^{-{\frac {\omega }{c}}x{\sqrt {2\delta -\psi ^{2}}}}\cdot {\text{e}}^{-{\text{i}}[{\frac {\omega }{c}}(1-\psi ^{2}/2)y+\omega t]}\approx {\vec {E}}_{t}{\text{e}}^{-x/d}\cdot {\text{e}}^{-{\text{i}}({\frac {\omega }{c}}y+\omega t)}}
mit dem snelliusschen Brechungsgesetz {\displaystyle n_{2}\sin \delta _{2}=n_{1}\sin \delta _{1}} und {\displaystyle n_{2}\cos \delta _{2}={\text{i}}{\sqrt {2\delta -\psi ^{2}}}}, bzw. {\displaystyle n_{1}\sin \delta _{1}\approx 1-\psi ^{2}/2\approx 1}.
Es tritt Totalreflexion auf, bei der die Röntgenstrahlung vollständig reflektiert wird. Der zweite Faktor {\displaystyle {\text{e}}^{-{\text{i}}({\frac {\omega }{c}}y+\omega t)}} der transmittierten Welle zeigt, dass sich diese längs der Grenzfläche in negativer {\displaystyle y}-Richtung ausbreitet. Außerdem klingt die transmittierte Welle {\displaystyle {\vec {E}}_{t}{\text{e}}^{-x/d}} als erster Faktor in Richtung des optisch dünneren Mediums bei {\displaystyle x>0} exponentiell ab.
Die Eindringtiefe {\displaystyle d} lautet:
{\displaystyle d={\frac {c}{\omega {\sqrt {2\delta -\psi ^{2}}}}}={\frac {\lambda }{2\pi {\sqrt {2\delta -\psi ^{2}}}}}<{\frac {\lambda }{2\pi {\sqrt {2\delta }}}}}
Für Einfallswinkel {\displaystyle \psi \rightarrow 0} kann eine minimale Eindringtiefe erreicht werden. Diese Oberflächenempfindlichkeit bildet die Grundlage für die Diffraktometrie unter streifendem Einfall.
Werte von  {\displaystyle \delta }, dem Grenzwinkel {\displaystyle \psi _{g}} und der Eindringtiefe {\displaystyle d} für Röntgenstrahlung in Silizium findet man auf den Wikipedia-Seiten Brechungsindex und Totalreflexion.
Mit {\displaystyle n_{1}\sin \delta _{1}=\sin({\textstyle {\frac {\pi }{2}}}-\psi )=\cos \psi \approx 1} und {\displaystyle n_{1}\cos \delta _{1}=\cos({\textstyle {\frac {\pi }{2}}}-\psi )=\sin \psi \approx \psi } werden die einfallende Welle {\displaystyle {\vec {E}}_{e}(t)} und die reflektierte Welle {\displaystyle {\vec {E}}_{r}(t)} nach Gleichung (2) oben:
{\displaystyle {\begin{aligned}{\vec {E}}_{e}(t)&={\vec {E}}_{e}{\text{e}}^{{\text{i}}[n_{1}{\frac {\omega }{c}}(x\cos \delta _{1}-y\sin \delta _{1})-\omega t]}\approx {\vec {E}}_{e}{\text{e}}^{{\text{i}}[{\frac {\omega }{c}}(x\psi -y)-\omega t]}\\{\vec {E}}_{r}(t)&={\vec {E}}_{r}{\text{e}}^{{\text{i}}[n_{1}{\frac {\omega }{c}}(-x\cos \delta _{1}-y\sin \delta _{1})-\omega t]}\approx {\vec {E}}_{r}{\text{e}}^{{\text{i}}[{\frac {\omega }{c}}(-x\psi -y)-\omega t]}\end{aligned}}}

## Optische Hebung

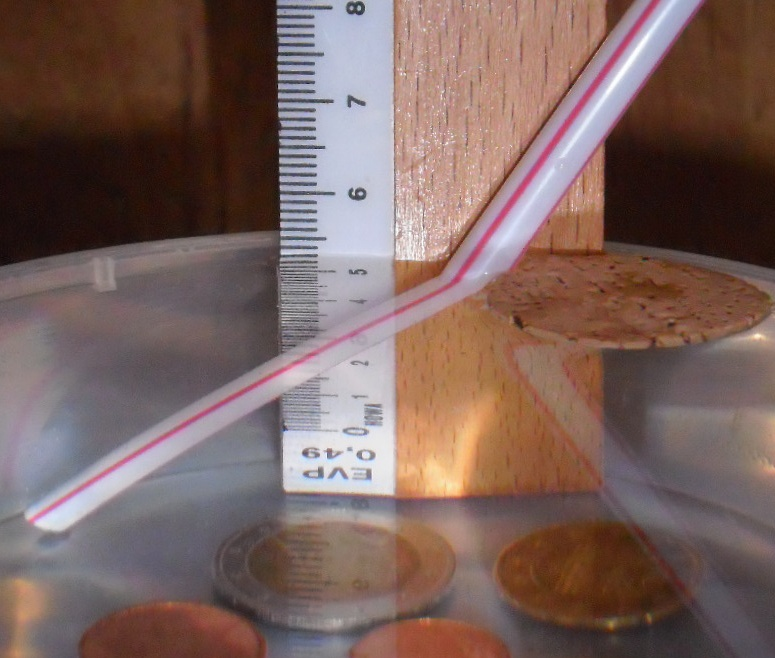
Durch die Brechung an der Oberfläche erscheinen Gegenstände unter Wasser in senkrechter Richtung verkürzt. Schräg eintauchende gerade Gegenstände scheinen einen Knick an der Oberfläche zu haben.

Betrachtet man von außerhalb des Wassers Gegenstände, die sich unter Wasser befinden, so erscheinen sie in senkrechter Richtung gestaucht. Der Boden des Gefäßes erscheint höher als bei einem Bild derselben Szene ohne Wasser. Diese Erscheinung wird daher auch optische Hebung genannt. An einem geraden Stab, der schräg ins Wasser eintaucht, sieht man einen Knick an der Wasseroberfläche. Aufgrund unterschiedlicher Brechungsindizes von Wasser und Luft entsteht ein anderer Brechungswinkel der vom Stab ins Auge kommenden Lichtstrahlen über und unter der Wasseroberfläche an der Grenzfläche zum Glas. Das menschliche Gehirn berücksichtigt diese unterschiedlichen Brechungswinkel nicht und verlängert die Strahlen geradlinig nach hinten, so dass der Stab unter Wasser flacher erscheint als der Stab über Wasser.

## Akustik

Modenkonversion einer Ultraschallwelle. Eine einfallende Longitudinalwelle („P“ für engl. pressure wave, Druckwelle) wird teilweise als Scherwelle und Druckwelle reflektiert und transmittiert (und). Die Nomenklatur ist wie folgt: Erster Buchstabe steht für den Wellentyp der ursächlichen Welle (Primärwelle) und der zweite Buchstabe für den Typ der nach der Modenkonversion entstandenen Sekundärwellen.

Auch für mechanische Wellen, das heißt Druck- oder Scherwellen, gilt das Brechungsgesetz. Im Rahmen der Akustik bzw. Ultraschalltechnik wird das snelliussche Brechungsgesetz aber ohne Brechungsindizes formuliert, sondern mit Hilfe der Wellenzahl {\displaystyle k}. Es gilt (siehe nebenstehendes Bild für die Winkelbezeichnungen):
{\displaystyle k=k_{P1}\sin \theta _{P1}=k_{S1}\sin \theta _{S1}=k_{P2}\sin \theta _{P2}=k_{S2}\sin \theta _{S2}.}
Mit der Definition {\displaystyle k_{i}={\frac {2\pi }{\lambda _{i}}}={\frac {2\pi f}{c_{i}}}} mit {\displaystyle i=\{S1,S2,P1,P2\}} erhält man das Brechungsgesetz in der Formulierung mit den Phasengeschwindigkeiten der betreffenden Wellentypen im betreffenden Medium und somit die gleiche Formulierung wie in der Optik (falls man dort die Vakuumlichtgeschwindigkeit herauskürzen würde). Die Herleitung des Gesetzes in der Akustik geschieht über die Forderung nach der Erfüllung der Kontinuitätsgleichung für mechanische Spannungen und Verschiebungen an der Mediengrenze. Das nebenstehende Bild zeigt eine einfallende Longitudinalwelle in einem Festkörper, die an einer Grenzfläche zu einem zweiten Festkörper teilweise reflektiert und transmittiert wird. Im Allgemeinen entstehen an der Grenzfläche aus der einfallenden Longitudinalwelle (P-Welle) neue Wellentypen, so dass zwei verschiedene Wellentypen reflektiert und transmittiert werden: P-Wellen und S-Wellen (Scherwelle). Beide Wellentypen breiten sich mit unterschiedlichen Phasengeschwindigkeiten in den beiden Medien aus, daher werden sie auch unter unterschiedlichen Winkeln gebrochen. Diese Winkel können mit obigem Gesetz berechnet werden, falls die einzelnen Phasengeschwindigkeiten {\displaystyle c_{P1},\,c_{S1},\,c_{P2},\,c_{S2}} sowie der Einfallswinkel der Primärwelle {\displaystyle \theta _{P1}} bekannt sind. Im Falle von schubspannungsfreien Medien (Flüssigkeiten und Gase) treten keine Scherwellen auf, so dass die einfallende P-Welle nur eine reflektierte und eine transmittierte P-Welle erzeugen würde.